# Rouhollah Zam
Pour les articles homonymes, voir Zam.
Rouhollah Zam (en persan : روح‌الله زم), né le 27 juillet 1978 à Téhéran et mort le 12 décembre 2020 dans la même ville, est un opposant iranien en exil et journaliste. 
L'engagement de Rouhollah Zam a débuté lors du soulèvement postélectoral de 2009. Connu pour gérer le groupe Telegram Amadnews qu'il a fondé en 2015, Rouhollah Zam a couvert en tant qu'observateur indépendant les manifestations de 2017 et 2018. Il est capturé par les Gardiens de la révolution en octobre 2019 et se voit inculpé de plusieurs chefs d'accusation passibles de la peine de mort. Condamné, il est exécuté le 12 décembre 2020 par les autorités iraniennes, soulevant une série de protestations internationales.

## Biographie
Rouhollah Zam est né en 1978 à Téhéran dans une famille cléricale,. Son père, Mohammad Ali Zam (fa), est un réformiste qui a occupé des positions élevées au gouvernement dans les années 1980 et 1990. Rouhollah Zam commence son engagement contre le système politique iranien avec le soulèvement postélectoral de 2009. Dans le cadre de ses activités, il est emprisonné à la prison d'Evin. En 2011, il fuit l'Iran et se réfugie en France,.

### Activités avecAmadnews
Rouhollah Zam créé un groupe Telegram, intitulé Amadnews, en 2015. Ainsi, il couvre à l'aide de ce média les manifestations de 2017 et 2018 en tant qu'observateur indépendant. 
Il est fréquemment l'invité de Voice of America's Persian service, service de diffusion, en persan, par radio et télévision, du gouvernement américain,.

### Arrestation, procès et exécution
Le 14 octobre 2019, les Gardiens de la révolution annoncent avoir attiré Rouhollah Zam dans un piège pour le faire revenir en Iran, où il est arrêté. Peu après cette arrestation, Le Figaro accuse le gouvernement français de s'être impliqué dans celle-ci en échange de la libération de prisonniers-otages détenus en Iran. Rouhollah Zam s'est en effet rendu en Irak, où il aurait été arrêté par les services de renseignement irakiens, puis remis à l'Iran en vertu d'un accord d'extradition existant entre les deux pays. Les Gardiens de la révolution iraniens prennent ensuite le contrôle du groupe Telegram Amadnews qu'il administrait, comprenant plus d'un million de personnes, et y annoncent la nouvelle de son arrestation. D'après un documentaire réalisé en 2023, les services secrets des Gardiens de la révolution avaient approché Rouhollah Zam par deux agents infiltrés, la proche collaboratrice qui lui servait de bras droit et un homme d'affaires iranien installé en Australie,.
Rouhollah Zam est inculpé par les autorités iraniennes pour 17 chefs d'inculpation,. Treize sont liés, selon le porte parole du système judiciaire iranien Gholam Hossein Esmaïli (fa), à la « corruption sur la terre », un crime à la définition très large et passible de peine de mort. Son procès commence le matin du 10 février 2020 devant la quinzième chambre du tribunal révolutionnaire (en) de Téhéran présidée par Abolqasem Salavati. Le 30 juin 2020, Rouhollah Zam est condamné à mort. Sa peine est confirmée le 8 décembre 2020 par la Cour suprême iranienne.
En application de la condamnation, Rouhollah Zam est exécuté par pendaison le 12 décembre 2020,. Ce geste des autorités iraniennes est critiqué sur le plan international. L'Union européenne et la France expriment leur réprobation ainsi que plusieurs organisations non-gouvernementales (comme Reporters sans frontières) ou activistes engagés pour les droits humains. Outre les critiques concernant le recours à la peine capitale, la pratique des aveux télévisés tout comme les suspicions d'aveux sous la torture sont dénoncés.

## Filmographie
- Le piège - Exécution du fils d'un mollah (d), documentaire de Nahid Persson Sarvestani (sv), 2023, programmé sur Arte France le 27 août 2024[10]

### Note
1. ↑  Dans le détail, Rouhollah Zam est accusé de 1) corruption sur Terre (Efsad-e fel-arz (en)) ; 2) formation et gestion des chaînes Amadnews (fa) et la Voix du peuple dans le but de perturber la sécurité nationale ; 3) espionnage au profit du service de renseignement israélien par le truchement du service de renseignement d'un des pays de la région ; 4) espionnage au profit des services de renseignement français ; 5) oopération avec le gouvernement américain contre la république islamique d'Iran ; 6) association de malfaiteurs et collusion d'intérêts dans le but de commettre des crimes contre la sécurité nationale, intérieure et extérieure, 7) participation à des activités de propagande contre le régime de la république islamique d'Iran et au profit de groupes et d'organisations largement opposés au régime ; 
 8) adhésion et gestion du site d'actualités Sahamnews (fa) dans le but de perturber la sécurité nationale ; 9) participation à inciter le peuple à la guerre et au meurtre dans le but de perturber la sécurité nationale ; 10) participation à la collecte d'informations classifiées dans le but de les fournir à des tiers afin de perturber la sécurité nationale ; 11) participation à la diffusion de mensonges à grande échelle ; 12) incitation effective des combattants et des personnes qui servent d'une manière ou d'une autre dans les forces armées à se rebeller, à fuir, à se rendre ou à ne pas s'acquitter de leurs fonctions militaires ; 13) insulte au caractère sacré de l'Islam ; 14) insulte au fondateur de la république islamique d'Iran et au guide suprême ; 15) Insulte à l'égard de fonctionnaires ou d'officiers en service ou en raison de celui-ci ; 16) acquisition illégale de biens d'un montant total de 97 550 euros ; 17) plaintes de certaines personnes, morales et civiques.